# Merika Coleman
Merika Coleman (nascida em 6 de setembro de 1973) é uma política americana que é membro do Senado do Alabama, representando o 19º distrito desde 2022. Ela já serviu na Câmara dos Representantes do Alabama, representando o 57º distrito de 2002 a 2022.

## Educação e carreira inicial
Coleman recebeu um diploma de Bacharelado em Comunicação em Massa em 1995 e um diploma de Mestrado em Administração Pública em 1997, ambos da University of Alabama at Birmingham.
No início de sua carreira, Coleman trabalhou como analista de políticas públicas e estrategista em organizações sem fins lucrativos. Ela se tornou Diretora de Desenvolvimento Comunitário e Econômico do Lawson State Community College, e posteriormente se tornou Diretora de Desenvolvimento Econômico e Comunitário da cidade de Bessemer, Alabama.

## Carreira política
Em 2002, Coleman foi eleita para a Câmara dos Representantes do Alabama. Em 2004, ela foi uma bolsista Fleming no Center for Policy Alternatives.
Em 2009, Coleman concorreu a uma vaga no Senado Estadual em uma eleição especial. Ela ficou em segundo lugar entre os oito candidatos nas primárias e avançou para o segundo turno. Ela perdeu o segundo turno para Priscilla Dunn. Ela venceu sua campanha de reeleição para a Câmara em 2010 com 68% dos votos.
Coleman co-patrocinou um projeto de lei que criminaliza o tráfico de pessoas no Alabama, que se tornou lei em 2010. Na época, o Alabama era um dos seis estados que não tinham uma lei de tráfico humano. Coleman também patrocinou projetos de lei sobre reforma da condicional e adicionando restrições à lei de Defesa Pessoal do Alabama.
Em 2017, ela era presidente do Comitê de Conselhos e Comissões, e serviu nos comitês de Justiça, Fundo Geral de Meios e Finanças, e Bancos. Em fevereiro de 2017, ela se tornou Líder da Minoria Assistente da Câmara dos Representantes. Coleman também é professora assistente de Ciência Política no Miles College em Fairfield, Alabama.